# Cratere Ilah
Ilah è un cratere sulla superficie di Ganimede.